# 눈물의 이유
《눈물의 이유》(涙の理由)는 2018년 7월 14일에 발매된 강지영의 디지털 싱글이자 본인이 출연한 영화 《내 인생인데》의 주제가이다.